# Rodał
Rodał (niem. Rodel: zwój dokumentów) – ręcznie spisany na pergaminie w języku hebrajskim tekst Pięcioksięgu Mojżeszowego (Tory) w formie zwoju. 
Rodał nawinięty jest na wykonane z drewna i metalu wałki. Przechowywany jest w aron ha-kodesz. Od zewnątrz osłaniany jest pokrowcem (koszulką), nazywanym meil. Pergamin według tradycji musiał pochodzić ze skóry koszernego zwierzęcia. Spisywany był trzciną, później ptasim, najczęściej indyczym piórem przez sofera, który przed rozpoczęciem prac musiał poddać się kąpieli rytualnej w mykwie.